# Озеро-Карачи (посёлок)
Озеро-Карачи — посёлок в Чановском районе Новосибирской области. Административный центр Озеро-Карачинского сельсовета.

## География
Площадь посёлка — 137 гектаров.

## Население
| 2002 | 2007 | 2010 | 2011 | 2012 | 2013 | 2014 |
| ---- | ---- | ---- | ---- | ---- | ---- | ---- |
| 633  | ↗716 | ↘629 | ↗671 | ↗688 | ↗763 | ↘732 |
| 2015 |      |      |      |      |      |      |
| ↘729 |      |      |      |      |      |      |

## Инфраструктура
В посёлке по данным на 2007 год функционируют 1 учреждение образования и 1 учреждение здравоохранения — курорт федерального значения санаторий «Озеро Карачи».

## Транспорт
В посёлке расположена железнодорожная станция Озеро Карачинское.